# Festival Folklórico de los Pirineos
El Festival Folklórico de los Pirineos se trata de un festival de música tradicional y folclórica de carácter internacional que se lleva a cabo bienalmente en la región montañosa de los Pirineos.

## Historia
El origen del Festival data de 1963, durante el aperturismo español hacia el turismo y fruto del reciente hermanamiento de la capital jacetana con la población de Oloron.

Originalmente se celebraba en la ciudad española de Jaca durante los años impares y en la francesa de Oloron-Sainte-Marie en los años pares pero desde 2009 únicamente se lleva a cabo en los años impares en Jaca.  

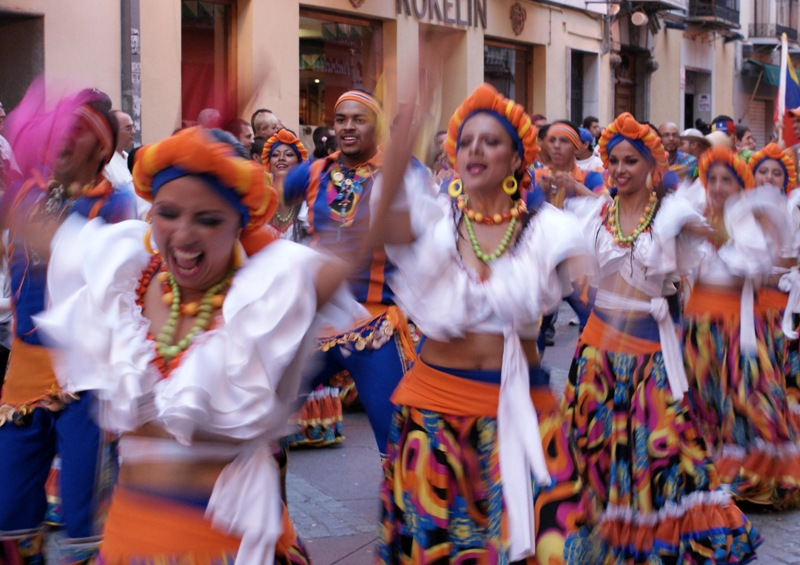
Festival Folklórico de los Pirineos en su edición de 2009

Además de la música y el baile incluye otras actividades como son las conferencias científicas, las procesiones, los seminarios, talleres, lutieres, concursos de fotografía y de tik tok, etc.
En 1988 fue declarado como Fiesta de Interés Turístico Nacional.